# Psilodump

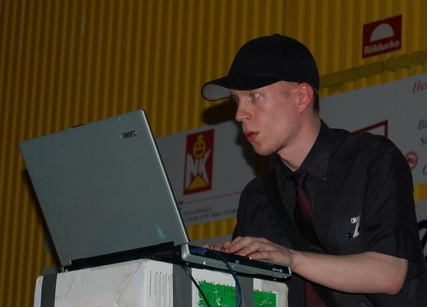
Psilodump live under Birdie 2006 i Uppsala

Simon Rahm aka Psilodump, född 1980 i Stockholm, är en svensk multi-genremusiker, musikproducent, arrangör, DJ, trummis och remixartist från Stockholm.
Han har varit aktiv med elektroniska livespelningar sen våren 1996 och har hunnit avverka över 130 spelningar på diverse festivaler, klubbar, rejvfester, kaféer, demopartyn etc. i 45 städer, i 17 olika länder. Däribland USA, Frankrike, Tyskland, England, Ryssland, Italien, Israel och Spanien.
Han har även remixat artister som Slagsmålsklubben och gjort covers på såväl Kraftwerk som The Beatles .

## Biografi

### 1990-talet
Psilodump var tidigare främst intresserad av metal, funk och grunge. Han ogillade till en början elektronisk musik, men mot mitten av 90-talet ändrade han sig och började producera gabber, techno och tysk Mayday-trance, med hjälp av sin Amiga 500 . Mot slutet av 90-talet blev han involverad i den svenska underjordiska rejvscenen där han framförde live techno-spelningar.

### 2000-talet
I början av 2000 kom han - samtidigt som han snöat in sig på mörk ambient och mer experimentell musik - i kontakt med den internationella chip-/micromusic-scenen och blev där framgångsrik med sina microhits, och släppte då vinyltolvan "Full of SID EP" på Schweiziska labeln Domizil. Ett par år därpå blev han signad av svenska breakbeatlabeln Sound of Habib, där han släppte en vinyltolva, tätt följt av en techno-tolva på bolaget Q-Records.
2003 grundade han elektronika-kollektivet The X-Dump, i ett försök att lyfta fram ett gäng osignerade och nyskapande elektroniska artister, som stod i kontrast mot den rådande musikutbudets upplevda mediokerhet. Året därpå startade han tillsammans med ett gäng chipentusiaster framgångsrika chipklubben Microdisko.
Sommaren 2008 spelade Psilodump på Peace & Love i Borlänge, Emmaboda Midsommarfestival och - tillsammans med 4 andra X-Dump-medlemmar - på Norberg Festival 2008.
Under våren 2009 släpptes dubbelalbumet "The Nya Albumet" på australiensiska skivbolaget Demon Tea. Albumet fick toppbetyg (5/5) i musiktidningen Groove samt betyget 7 av Zero Magazine .

## Diskografi

### Album (Officiella)
- Psilodump - Psilodumputer (2006)
- Psilodump - Never Heal (2006)
- Psilodump - The Nya Albumet (2009)
- Psilodump - Brains / Never Heal Uncut (2009)

### Album (Inofficiella)
- Psilodump - 476 vol.1 / You're Not Eating It, It's Eating You (1999)
- Psilodump - 476 vol.2 / Psychoactive Sonic Extracted From My Brain (1999)
- Psilodump - 476 vol.3 / Hellbender (1999)
- Psilodump - 476 vol.4 / Psilophytondapsile (2000)
- Psilodump - 476 vol.5 / *not-maybe-could-had* (2000)
- Psilodump - 476 vol.6 / The Light Is The Biggest Lie (2000)

### EP och singlar
- Psilodumputer - Full of SID EP / Microcompo Remixes (2001)
- Psilodump - Gamma EP (2002)
- Psilodump - Tangens (2002)

### Digitala Släpp (MP3/OGG)
- Psilodump - Symptom EP (2003)
- Psilodump - Melia EP (2003)
- Psilodump - Memory Loss EP (2004)
- Psilodump - Washed (2004)
- Psilodump - You Sick Little Monkey (2005)
- Pushiro - Modify (2005)
- Pushiro - Collecting Shit (2005)
- Psilodump - Sov Gott (2005)
- Psilodump - Jag och Psilodump (2005)
- Pushiro - Drop the Kontrabas (2005)
- Psilodump - 476 vol.3 / Hellbender (2005)
- Psilodump - The Night I Lost You All You All (2005)
- Psilodump - Room With No Exit EP (2006)
- Psilodump - Behind the False Smile (2006)
- Psilodump - Mutiny of the Robots (2006)
- Psilodump - Symptom 4 (2007)
- Simon Rahm - Tetrapoda EP (2008)
- Simon Rahm - Scyphozoa (2008)
- Psilodump - The Return of the Snabelnauts (2009)
- Psilodump - Hidden Trains of Pippuri (2009)
- Psilodump  - The Droidwhatever EP (2010)
- Psilodump  - Metronomnomnom (2011)
- Psilodump - Drop (2012)

### Remixar
- Paza - For Ya Mind (Da R.I.P.C "mX476-) (1999)
- Opus Pocus - Times Of My Life (Psilodump Remix) (1999)
- Casbah - Tricky Game (Tricky Trip Mix by Psilodump) (2000)
- Bodenständig 2000 - Das Plankalkül Werbelied (Psilodumputer Megarave Remix) (2001)
- Sbindon - Tingeling 2K (Psilodump Remix) (2003)
- J. - I Scream (Psilodump Remix) (2004)
- Slagsmålsklubben - Den Officiella OS-låten (Psilodump Remix) (2004)
- Invincible  - Mean Streets (Psilodump Remix) (2004)
- Hectopascal - Bump Set Spike (Psilodump Remix) (2004)
- Dorothy's Magic Bag - Dreamlands (Psilodump Remix) (2005)
- Skruvmejsel - Planet 54 (Psilodump Remix) (2005)
- Paza - Evil Hi-Score (Psilodump Remix) (2005)
- Cryo & Checkpoint Charlie - Resources (Psilodump Remix) (2005)
- Lithis - Happy Pet Snail (Psilodump Remix) (2005)
- Dorothy's Magic Bag - Dansmosaik (Psilodump Remix) (2006)
- Rezonance - Cold Heart (Psilodump Remix) (2006)

### Samlingar
- V/A - Protest (1998)
- V/A - Real Nice Music (for real nice people) (1998)
- V/A - Micro_Superstarz 2000 (2000)
- V/A - The X-Dump: Promo 01 (2003)
- V/A - The X-Dump: Promo 02 (2003)
- V/A - Waiting for Lunch: Sampler for Movement 2004 (2004)
- V/A - Microdisko vol.01 (2005)
- V/A - Yesterdjur, Yestermir, Yesterday (2005)
- V/A - Plutonium Showcase v.2 (2005)

### Nätlabel Samlingar
- V/A - Springs And Slides (2004)
- V/A - Autumn (2004)
- V/A - Dominique Deveraux (2004)
- V/A - The X-Dump: Female (2004)
- V/A - The X-Dump: Filesystems (2005)
- V/A - Burning Chocolate (2005)